# Share the Land
Share the Land è  il quarto album in studio del gruppo musicale canadese The Guess Who, pubblicato nel 1971.

## Tracce
1. Bus Rider – 2:57
2. Do You Miss Me Darlin'? – 3:55
3. Hand Me Down World – 3:26
4. Moan for You Joe – 2:39
5. Share the Land – 3:53
6. Hang On to Your Life – 4:09
7. Coming Down Off the Money Bag/Song of the Dog – 3:54
8. Three More Days – 8:55

## Formazione
- Burton Cummings – voce, tastiera, flauto
- Kurt Winter – chitarra, cori
- Greg Leskiw – chitarra, cori, voce (in "Coming Down Off the Money Bag")
- Jim Kale – basso, cori
- Garry Peterson – batteria, cori